# West Wing

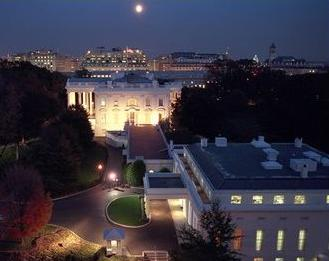
Der West Wing (Vordergrund)

Der West Wing (englisch für Westflügel) ist als Teil des White House Complex der Gebäudeflügel, in dem die offiziellen Büros des Präsidenten der Vereinigten Staaten von Amerika untergebracht sind. In ihm befindet sich das Oval Office, der Cabinet Room, der Situation Room und der Roosevelt Room. Auf drei Stockwerken sind die Büros der leitenden Mitglieder des Executive Office und deren Angestellten gelegen.
Der West Wing ist direkt westlich der Executive Residence gelegen. Da er tiefer liegt als der Rest des White House Complex, ist er größtenteils durch Bäume von äußeren Blicken abgeschirmt.

## Geschichte

Grundriss (Erdgeschoss) des West Wing mit Oval Office, Roosevelt Room, Cabinet Room und weiteren Räumen

Im Jahr 1902 gab der damalige Präsident Theodore Roosevelt eine Renovierung des Weißen Hauses in Auftrag, wobei er eine einstöckige Erweiterung des Weißen Hauses nach Westen und Osten vorschlug. In der Folge wurde das Executive Office Building errichtet. William Howard Taft ließ 1909 dieses Gebäude vergrößern und die Innenräume umgestalten, wobei auch das Oval Office entstand. Taft war der erste Präsident der Vereinigten Staaten von Amerika, der im Oval Office arbeitete.
Am Heiligabend 1929 wurde das Executive Office Building durch einen Brand stark beschädigt. Präsident Herbert Hoover erfuhr während der Weihnachtsfeier des Weißen Hauses davon und verließ die Feier, um die Rettung von Dokumenten aus dem Oval Office zu koordinieren. Die Feier wurde nicht abgebrochen, stattdessen wurde die Kapelle angewiesen, fröhliche Musik zu spielen. Außerdem blieb seine Frau zurück, um die Stimmung aufrechtzuerhalten. Nachdem Hoover vom Secret Service aus Sicherheitsgründen aus dem Oval Office gebracht worden war, positionierte er sich auf dem nahe gelegenen Gewächshaus und ging erst gegen Mitternacht zu Bett. Um 7:27 Uhr Ortszeit am 25. Dezember 1929 wurde das Feuer offiziell als gelöscht gemeldet. Nach dem Brand ließ Hoover das Gebäude umgestalten und das Dach ersetzen, es wurden jedoch keine deutlichen Änderungen vorgenommen.

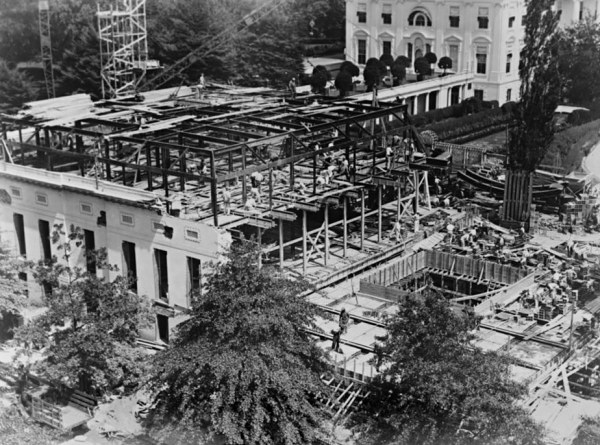
Umbau des West Wing unter Franklin D. Roosevelt im Jahr 1934

Unter Präsident Franklin D. Roosevelt wurde die Fläche für Büros von 15.000 Quadratfuß (ca. 1400 m²) auf 40.000 Quadratfuß (ca. 3700 m²) erweitert. Eric Gugler arbeitete als Architekt an dem Umbau. Es wurde ein zweites Stockwerk sowie ein vergrößerter unterirdischer Bürobereich gebaut. Die Position des Oval Office wurde von Süden nach Südosten geändert, da Roosevelt ein Fehlen von Privatsphäre bemängelte. Durch die Positionsänderung des Oval Office war es ihm möglich, sich zwischen Weißem Haus und West Wing zu bewegen, ohne vom kompletten Personal des West Wing gesehen zu werden. Die Organisation March of Dimes finanzierte einen Swimmingpool für den Präsidenten, damit dieser gegen seine Erkrankung antrainieren konnte. An der Position des Swimmingpools befindet sich heute der James S. Brady Press Briefing Room.
Während der Amtszeit Roosevelts wurde die Bezeichnung West Wing der übliche Name für den Gebäudeteil des White House Complex. Die offizielle Umbenennung erfolgte erst im Jahr 1949, um Verwechselungen mit dem Eisenhower Executive Office Building zu vermeiden.
Zwischen 1969 und 1970 wurden weitere offizielle Büros gebaut, wobei die Empfangslobby verkleinert wurde. 2006 wurde der James S. Brady Press Briefing Room renoviert, auch der Situation Room wurde im gleichen Jahr vergrößert und renoviert. Anfang April 2011 begann ein Umbau der unterirdischen Versorgungsleitungen, zudem wurden Heizungen, Klimaanlagen und Brandschutzeinrichtungen ausgetauscht. 2011 wurde die Bauzeit auf vier Jahre angesetzt, von den 376 Millionen US-Dollar sind 86 Millionen US-Dollar allein für den West Wing vorgesehen.

## Räume
Im Parterre des West Wing gibt es eine Cafeteria, die unter dem Oval Office liegt und am 11. Juni 1951 von Präsident Truman eröffnet wurde.
Der Situation Room befindet sich im Untergeschoss  des Westflügels und hat eine Fläche von 513,3 m². Er wurde kurz nach der Kubakrise eingerichtet und dient als Konferenzraum für Krisen. Hier befinden sich auch die Büros einiger der engsten Mitarbeiter des Präsidenten wie des Fotografen des Weißen Hauses und der Redenschreiber.

## Darstellung in der FernsehserieThe West Wing – Im Zentrum der Macht
Zwischen 1999 und 2006 brachte die Fernsehserie The West Wing – Im Zentrum der Macht eine größere öffentliche Aufmerksamkeit für die Arbeit des Personals des Präsidenten und den West Wing selbst. Die Serie folgte dem Leben des fiktiven demokratischen Präsidenten Josiah Bartlet und seines leitenden Personals. Als der Pressesekretär Scott McClellan im Jahr 2003 gefragt wurde, ob die Sendung die Arbeitsumgebung akkurat darstellt, kommentierte dieser, die Serie zeige längere Fußwege und größere Räume als der echte Flügel.